# Тихонов, Андрей Викторович
Андрей Викторович Тихонов (род. 11 декабря 1966 года) — советский и российский легкоатлет, специализирующийся в беге на длинные дистанции. Участник Олимпийских игр 1992 года. Мастер спорта СССР международного класса. Чемпион СНГ 1992 года в беге на 5000 м. Двукратный чемпион России (1993, 1994) в беге на 5000 м. Чемпион России в помещении 1994 года в беге на 3000 м.

## Биография
Андрей Викторович Тихонов родился 11 декабря 1966 года в Кемерово. Выступал за Кемеровскую («Зенит», ФСО «Динамо») и Свердловскую область («СКА»), тренировался под руководством Бориса Ивановича Гурьянова, Виктора Николаевича Макарьева, затем занимался у заслуженного тренера СССР Бориса Яковлевича Новожилова. В 1989 году Тихонов победил на Всесоюзных молодёжных играх на дистанции 5000 м. Чемпион мира среди студентов по кроссу 1990 года в беге на 10 000 м. В 1991 году Андрей стал победителем мемориала братьев Знаменских в беге на 10 000 м. Входил в национальную сборную, участвовал в нескольких чемпионатах мира. Закончил спортивную карьеру в 1995 году.
В 2008 году получил почётную грамоту от администрации города Кемерово. Участвовал в эстафете олимпийского огня «Сочи 2014».

## Основные результаты

### Международные
| Год                  | Соревнования                   | Место проведения        | Дистанция            | Место                | Результат            |
| Объединённая команда | Объединённая команда           | Объединённая команда    | Объединённая команда | Объединённая команда | Объединённая команда |
| -------------------- | ------------------------------ | ----------------------- | -------------------- | -------------------- | -------------------- |
| 1992                 | Олимпийские игры               | Барселона, Испания      | 5000 м               | 26 (q)               | 13:44,67             |
| Россия               |                                |                         |                      |                      |                      |
| 1993                 | Чемпионат мира                 | Штутгарт, Германия      | 5000 м               | 25 (q)               | 13:53,25             |
| 1994                 | Чемпионата мира по экидэну     | Литохоро, Греция        | экиден               | 9                    | Неизвестно           |
| 1994                 | Чемпионат мира по полумарафону | Осло, Норвегия          | полумарафон          | 41                   | 1:03:25              |
| 1994                 | Чемпионат Европы в помещении   | Париж, Франция          | 3000 м               | 7                    | 8:02,95              |
| 1994                 | Игры доброй воли               | Санкт-Петербург, Россия | 5000 м               | 6                    | 13:39,45             |

### Национальные
| Год  | Соревнования                 | Место проведения | Дистанция | Место | Результат  |
| ---- | ---------------------------- | ---------------- | --------- | ----- | ---------- |
| 1987 | Чемпионат СССР               | Брянск           | 5000 м    | 25    | Неизвестно |
| 1988 | Чемпионат СССР в помещении   | Гомель           | 3000 м    | 8     | Неизвестно |
| 1992 | Чемпионат СНГ                | Москва           | 5000 м    | 1     | 13:38,49   |
| 1993 | Чемпионат России             | Москва           | 5000 м    | 1     | 13:47,67   |
| 1994 | Чемпионат России в помещении | Липецк           | 3000 м    | 1     | 8:05,68    |
| 1994 | Чемпионат России             | Санкт-Петербург  | 5000 м    | 1     | 13:41,68   |